# Miguelenos
Os Migueleno (também conhecidos como Miqueleno) são um povo indígena que vive no Brasil, no estado de Rondônia. Com uma população total de 242 pessoas, fazem parte da família linguística -.